# Naamschip
Het naamschip is het eerste schip van een reeks of klasse schepen die gebouwd zijn volgens hetzelfde ontwerp. 
Veel schepen, ook grote oorlogsschepen of koopvaardijschepen worden in serie gebouwd. De serie wordt vaak vernoemd naar het eerste schip dat gebouwd of in dienst genomen is. Dikwijls worden meerdere schepen ongeveer tegelijk gebouwd, maar het kan ook dat er nog schepen begonnen worden nadat het eerste al lang in gebruik is. Vaak worden dan verbeteringen aangebracht uit ervaringen met de eerste schepen. Soms zijn die verbeteringen zo ingrijpend dat er gesproken wordt van aparte subklassen. Een voorbeeld hiervan is de Amerikaanse Essexklasse vliegdekschepen, waarvan latere schepen een verlengde romp kregen en Ticonderoga-klasse genoemd werden.

## Andere benoemingsvormen
Sommige klassen worden niet naar het eerste schip genoemd maar krijgen een naam die alle namen van de schepen omschrijft, bijvoorbeeld de Britse Tribalklasse die schepen bevatte zoals de HMS Cossack, HMS Gurkha, HMS Tartar, HMS Eskimo en HMS Zulu. 
Kleinere Duitse oorlogsschepen in de Kriegsmarine kregen geen naam maar een nummer. Soms werden klassen dan naar het schip met een bepaald nummer vernoemd (bijvoorbeeld S-100 klasse schnellboote), kregen ze een type aanduiding (bijvoorbeeld Type VII onderzeeërs) of werden ze vernoemd naar het jaar van het ontwerp (bijvoorbeeld type 1936 r).